# Inre Åsvattnet
Inre Åsvattnet är en sjö i Storumans kommun i Lappland och ingår i Ångermanälvens huvudavrinningsområde. Sjön har en area på 0,426 kvadratkilometer och ligger 471,1 meter över havet. Sjön avvattnas av vattendraget Åsvattenbäcken.

## Delavrinningsområde
Inre Åsvattnet ingår i det delavrinningsområde (723407-152410) som SMHI kallar för Inloppet i Yttre Åsvattnet. Medelhöjden är 505 meter över havet och ytan är 26,09 kvadratkilometer. Det finns inga avrinningsområden uppströms utan avrinningsområdet är högsta punkten. Åsvattenbäcken som avvattnar avrinningsområdet har biflödesordning 3, vilket innebär att vattnet flödar genom totalt 3 vattendrag innan det når havet efter 380 kilometer. Avrinningsområdet består mestadels av skog (81 procent) och sankmarker (14 procent). Avrinningsområdet har 0,57 kvadratkilometer vattenytor vilket ger det en sjöprocent på 2,2 procent.